# Hidenori Tabata
Hidenori Tabata (japanisch 田端 秀規 Tabata Hidenori; * 15. August 1970 in der Präfektur Aomori) ist ein ehemaliger japanischer Fußballspieler.

## Karriere
Tabata erlernte das Fußballspielen in der Schulmannschaft der Kosei Gakuin High School sowie in der Universitätsmannschaft der Tōhoku-Gakuin-Universität. Seinen ersten Vertrag unterschrieb er im 1993 beim Zweitligisten Yamaha Motors (Júbilo Iwata). 1993 wurde er mit dem Verein Vizemeister der zweiten Liga und stieg in die erste Liga auf. 1994 gewann er mit dem Verein den J.League Cup. 1995 wechselte er zu Sony Sendai FC. Ende 2002 beendete er seine Karriere als Fußballspieler.

## Erfolge
Júbilo Iwata
- Japanischer Ligapokalsieger: 1994